# プー横丁の家
「プー横丁の家」（“House at Pooh Corner”）はケニー・ロギンスが同名の人気児童書に基づいて書いた曲。この曲はニッティー・グリッティー・ダート・バンドの1970年のアルバム Uncle Charlie＆His Dog Teddy で最初に演奏され、その後ロギンス&メッシーナが1971年のアルバムSittin 'In に収録した。クマのプーさんとクリストファー・ロビン双方の視点から語られ、無邪気さの喪失と子供時代への郷愁を寓話として表現している。それ以来、この曲はロギンスの最も人気があり、愛されている曲の一つとなっており、彼のライブパフォーマンスの定番となっている。

## パーソネル
- ケニー・ロギンス - リードボーカル、クラシックアコースティックギター
- ジム・メッシーナ - ハーモニーボーカル、アコースティックギター
- ジョン・クラーク - オーボエ
- アル・ガース - レコーダー
- ラリー・シムズ - ベース、バッキング・ボーカル
- メレル・ブレガンテ - ドラムス、バッキングボーカル
- マイケル・オマーティアン- ムーグシンセサイザー、ハモンドオルガン、ピアノ
- ミルト・ホランド - シェーカー、テンプルブロック、コンガ、カバサ、ゴング

## 他のバージョン
1994年、ロギンスはこの曲を（歌詞を追加して）「プー横丁に帰る (Return to Pooh Corner)」と言うタイトルでエイミー・グラントと、グラントの当時の夫のゲイリー・チャプマンをバッキング・ヴォーカルをフィーチャーしてデュエット曲として再録音した。この曲は同タイトルの彼のアルバムに収録されている。 
2007年にオーストラリアのアーティスト、ジョシュ・パイクがラジオ局Triple Jのために録音した。このライブ録音は、同局のコンピレーションCD Like a Version の第3弾としてリリースされた。フィリップ・サンディファーは、2004年にディズニーの「くまのプーさんの子守唄」のためにこの曲を録音している。
このライブ録音は、同局のコンピレーションCD Like a Version の第3弾としてリリースされた。
フィリップ・サンディファーは、2004年にディズニーの「くまのプーさんの子守唄」のためにこの曲を録音している。
ボックスマスターズはビリー・ボブ・ソーントンをフィーチャーしてアルバム The Boxmasters にこの曲を収めた。
また、この曲は、1980年代のテレビシリーズ「フルハウス」シーズン8：第15話「ミシェルの悪夢 My Left and Right Foot 」（シリーズ第183話）で、1995年1月31日に登場する3人のキャラクター、ジェシー（ジョン・ステイモス）、ジョーイ（デイブ・クーリエ）、ダニー（ボブ・サゲット）による3部ハーモニーで収録された。
この曲はダフト・パンクの “Face to Face” でサンプリングされた。
また、フォークロックデュオThe Indigo Girlsによって録音されている。

## 評価
| チャート（1971）               | 最高位 |
| ------------------------------ | ------ |
| カナダRPMトップシングル        | 30     |
| US ビルボードホット100         | 53     |
| US キャッシュボックストップ100 | 38     |